# Johannes Feichtinger
Johannes Feichtinger (* 1967 in Hartberg, Steiermark) ist ein österreichischer Historiker und Kulturwissenschaftler an der Österreichischen Akademie der Wissenschaften und der Universität Wien.

## Leben
Johannes Feichtinger absolvierte von 1985 bis 1992 ein Studium der Fächer Geschichtswissenschaft, Germanistik und Medien an der Universität Graz. 1999 wurde er mit einer Arbeit zur Wissenschaftsemigration promoviert, die 2001 unter dem Titel  Wissenschaft zwischen den Kulturen. Österreichische Hochschullehrer in der Emigration 1933–1945 publiziert wurde. 2011 habilitierte sich Feichtinger an der Universität Wien für das Fach Neuere Geschichte mit der Monografie Wissenschaft als reflexives Projekt. Von Bolzano über Freud zu Kelsen. Österreichische Wissenschaftsgeschichte 1848–1938. Von 1992 bis 2004 war Feichtinger wissenschaftlicher Mitarbeiter verschiedener FWF geförderter Forschungsprojekte an der Universität Graz und in Cambridge, UK.  Von 1999 bis 2000 unterrichtete er Modern History an der University of Arkansas at Little Rock. Zwischen 2000 und 2004 war er als Historiker am transdisziplinären Sonderforschungsbereich Moderne. Wien und Zentraleuropa um 1900 tätig. 2004 wurde er wissenschaftlicher Mitarbeiter an der Österreichischen Akademie der Wissenschaften (ÖAW) in Wien, wo er Senior Research Associate ist sowie Mitglied verschiedener ÖAW-Kommissionen ist. Außerdem lehrt er Neuere Geschichte, Wissenschafts- und Wissensgeschichte, zuletzt im Rahmen einer Vertretungsprofessur, an der Universität Wien. Derzeit leitet Feichtinger das Institut für Kulturwissenschaften der
ÖAW interimistisch als Direktor. Er ist Vorsitzender des wissenschaftlichen Beirats des Hauses der Geschichte Österreich (hdgö), Mitglied des Beirats zur Errichtung von Gedenk- und Erinnerungszeichen der Stadt Wien, und Mitglied des Wissenschaftlichen Beirats des Naturhistorischen Museums Wien.

## Forschungsschwerpunkte
In seinen Forschungen verfolgt Feichtinger einen kulturwissenschaftlich geprägten, transdisziplinären Zugang. In seinen Arbeiten berücksichtigt er sowohl regional- als auch globalhistorische Perspektiven. Seine Schwerpunkte bilden:
- Wissenschafts- und Wissensgeschichte
- Geschichte Zentraleuropas im globalen Kontext
- Postkoloniale Theorie, Gedächtnis- und Kulturgeschichte

## Schriften (Auswahl)
Als Autor:
- Wissenschaft zwischen den Kulturen. Österreichische Hochschullehrer in der Emigration 1933–1945. Frankfurt am Main/New York 2001 (eingeschränkte Vorschau in der Google-Buchsuche).
- Wissenschaft als reflexives Projekt. Von Bolzano über Freud zu Kelsen. Österreichische Wissenschaftsgeschichte 1848–1938. Bielefeld 2010 (eingeschränkte Vorschau in der Google-Buchsuche).

Als Herausgeber:
- mit Ursula Prutsch, Moritz Csáky: Habsburg Postcolonial. Machtstrukturen und kollektives Gedächtnis. Innsbruck/Wien/München 2003 (Gedächtnis – Erinnerung – Identität 2)  (Open Access).
- mit Moritz Csáky: Europa – geeint durch Werte? Die europäische Wertedebatte auf dem Prüfstand der Geschichte. Bielefeld 2007 (Open Access).
- mit Johann Heiss: Geschichtspolitik und »Türkenbelagerung«. Wien 2013 (Kritische Studien zur »Türkenbelagerung« 1).
- mit Johann Heiss: Der erinnerte Feind. Wien 2013 (Kritische Studien zur »Türkenbelagerung« 2).
- mit James Hodkinson, John Walker, Shaswati Mazumdar: Deploying Orientalism in Culture and History. From Germany to Central and Eastern Europe. Rochester, New York 2013 (eingeschränkte Vorschau in der Google-Buchsuche).
- mit Herbert Matis, Stefan Sienell, Heidemarie Uhl: The Academy of Sciences in Vienna 1938 to 1945. Wien 2014 (Open Access).
- mit Gary B. Cohen: Understanding Multiculturalism. The Habsburg Central European Experience. Oxford/New York 2014 [paperback edition Oxford/New York 2017] (Austrian and Habsburg Studies 17) (eingeschränkte Vorschau in der Google-Buchsuche).
- mit Heidemarie Uhl: Habsburg neu denken: Vielfalt und Ambivalenz in Zentraleuropa. 30 kulturwissenschaftliche Stichworte. Wien/Köln/Weimar 2016.
- mit Klaus Taschwer, Stefan Sienell, Heidemarie Uhl: Experimentalbiologie im Wiener Prater. Zur Geschichte der Biologischen Versuchsanstalt 1902–1945. Wien 2016 (online).
- mit Franz L. Fillafer und Jan Surman: The Worlds of Positivism. A Global Intellectual History, 1770–1930. New York 2018 (eingeschränkte Vorschau in der Google-Buchsuche).
- mit Heidemarie Uhl: Die Akademien der Wissenschaften in Zentraleuropa im Kalten Krieg. Transformationsprozesse im Spannungsfeld von Abgrenzung und Annäherung. Wien 2018 (Österreichische Akademie der Wissenschaften. Sitzungsberichte der phil. hist. Klasse, 890. Band) (Open Access).
- mit Marianne Klemun, Petra Svatek und Jan Surman: Wandlungen und Brüche. Wissenschaftsgeschichte als politische Geschichte. Göttingen 2018.
- mit Anil Bhatti und Cornelia Hülmbauer: How to write the Global History of Knowledge-Making. Interaction, Circulation and the Transgression of Cultural Difference. Cham 2020 (Studies in History and Philosophie of Science 53) (eingeschränkte Vorschau in der Google-Buchsuche).
- mit Brigitte Mazohl: Die Österreichische Akademie der Wissenschaften 1847–2022. Eine neue Akademiegeschichte, 3 Bände (Denkschriften der Gesamtakademie 88). Wien 2022 (Open Access).
- mit Heidemarie Uhl: Das integrative Empire. Wissensproduktion und kulturelle Praktiken in Habsburg-Zentraleuropa (Global- und Kolonialgeschichte 16). Bielefeld  2023 ().

## Auszeichnungen und Preise (Förderpreise)
- 1993 Joseph-Buttinger-Preis
- 1999 Theodor-Körner-Preis
- 2002 Karl-von-Vogelsang-Staatspreis für Geschichte der Gesellschaftswissenschaften
- 2015 Wahl zum korrespondierenden Mitglied im Inland der philosophisch-historischen Klasse der Österreichischen Akademie der Wissenschaften